# Ford Consul
Ford Consul var et bilmærke fremstillet af Ford Motor Company i Europa i to omgange: fra 1950 til 1962 af Ford of Britain og fra 1972 til 1975 af Ford of Europe. Ford Consul var en bil i mellemklassen.
Første udgave af Ford Consul var variant af en bil, som Ford of Britain havde udviklet, og som blev solgt under tre mærker: Ford Consul, Ford Zephyr og Ford Zodiac. Ford Consul var den billigste udgave og var kendetegnet ved at have en fir-cylindret motor. Ford opgav Consul-mærket for modellen i 1962, og solgte herefter de fir-cylindrede udgaver af bilen som Zephyr 4.  
Ford genoptog kortvarigt mærket igen 10 år senere, hvor Consul igen blev valgt som mærke for den mindre udgave af Ford Granada.

## Ford Consul (Storbritannien, 1950–1962)

### Consul I (1950–1956)
Efter afslutningen af anden verdenskrig havde bilproducenterne genoptaget produktionen af biler til forbrugerne. De første modeller efter krigen oftest baseret på modeller fra før krigens udbrud, eller på hastigt opgraderede modeller med et design fra slut 30'ene/begyndelsen af 1940'erne med lodret grill og teknologi, som under krigen var blevet forældet. Ford of Britain havde efter krigen introduceret Ford Pilot i mellemklassen, men Pilot byggede allerede ved introduktionen på forældet teknologi. 
For at imødekomme forbrugernes behov udviklede Ford of Britain i slut 40'erne to nye mellemklassebiler, der skulle afløse Pilot på det hastigt voksende marked for biler: Ford Consul og den noget større og luksuriøse Ford Zephyr. 
Ford Consul var den første europæiske Ford, der havde et moderne selvbærende karrosseri og blev udstyret med en nydesignet benzinmotor med overliggende ventiler og et slagvolumen på 1,5 l, der ydede 48 hk (36 kW). Bilen havde også hydraulisk kobling. Ford fortsatte med at bruge sin forgængers tre-trins gearkasse, hvor der alene var synkromesch i de to øverste gear. Den stive aksel bagpå blev ophængt på bladfjedre, men med et forhjulsophæng udviklet af den amerikanske ingeniør Earle S. MacPherson, et MacPherson-ophæng.
Ved en test foretaget af det britiske bilmagasin The Motor måltes en tophastighed på 116 km/t og en acceleration fra 0-96 km/t på 28 sekunder.
- Ford Consul Mk 1 (1956)
- Ford Consul MkI bagfra
- Kik ind i kabinen med førerplads og instrumentbræt

### Consul II (1956–1962)
I 1956 præsenterede Ford en ny generation af Ford Consul (204E). Bilens design var tilpasset tidens smag og blev leveret med en større motor på 1700 cm³, der leverede 60 hk (44 KW). Ligesom den tidligere model blev Consul ikke solgt i Tyskland, da Ford på det tyske marked i stedet satsede på sine Taunus-modeller, hvor Consul Mk II modsvarede Taunus 17M (P2).
Med modelændringen i 1962 opgav Ford of Britain navnet "Consul" for topmodellerne, modellen med den 1700 cc firecylindrede benzinmotor fra Consul II blev fremover kaldt Zephyr 4, de bedre udstyrede modeller med en sekscylindret motor blev solgt som Ford Zodiac.
En Consul Mk II blev testet af The Motor i 1956, der målte en tophastighed på 127 km/t og en acceleration fra 0-96 km/t på 23,2 sekunder. Benzinforbruget var 12,8 L/100 km (7,8 km/l).
- Ford Consul MkII front
- Ford Consul Mk II som cabriolet
- Bagende Mk II Deuxe 1,7 (1960)

### Ford Consul 315, Type 110E, Ford Consul Classic
I årene fra 1961 til 1964 fremstillede Ford i Storbritannien Ford Consul 315, en 4338 mm lang limousine i mellemklassen, der blev solgt som Ford Consul Classic. Med sin særegne form og bagudskrånende bagrude var den ikke en succes, og modellen blev 1964 erstattet af Ford Corsair (baseret på Cortina). Med ophøret af salg af Consul Classic ophørte Ford med brugen af navnet Consul, da Ford allerede i 1962 havde indstillet produktionen af Consul Mk II og nu i stedet benyttede Zephyr og Zodiac mærkerne for de større mellemklassebiler. 
Ford Consul Classic blev udstyret med en 1340 cc firecylindret Kent-motor med 56,5 hk (42 kW) ved 5000 o/min. gennem en synkroniseret fire-trins gearkasse med ratgear. Modellen var som alle andre Ford-modeller på dette tidspunkt baghjulstrukken. 
Modellen blev eksporteret til flere lande i Kontinentaleuropa, men ikke til Tyskland.
Ford Consul Classic blev også fremstillet som en 2-dørs coupé, kaldet Ford Consul Capri. Consul Capri blev fremstillet fra 1961 til 1964.
- 1963 Ford Consul Classic 1.5
- Ford Consul Classic
- Ford Consul Classic bagfra med finner

## Ford Consul (1972–1975)
Ford havde i 1967 lagt sine britiske og tyske aktiviteter sammen under Ford of Europe og havde siden sammenlægningen udviklet fælles modeller, der blev solgt i både Storbritannien og i Kontinentaleuropa. I 1972 blev introduceret en ny fælles model i den øvre mellemklasse, der skulle afløse de tyske Ford Taunus og den britiske Ford Zephyr 4, 6 og Zodiac. Den nye fælles bil blev fremstillet i England i Dagenham og i Tyskland i Köln. Motorprogrammet var dog forskelligt, idet britiske Consul'er blev leveret mod Fords britiske motorer, hvorimod de tyske Consul'er blev leveret med motorprogrammet, der hidtil havde været benyttet i Taunus, herunder Fords V4-motor.
Den nye mellemklassebil blev givet to navne: Ford Consul for de mere skrabede varianter og Ford Granada for varianterne med større motor og bedre udstyr. Den nye Consul skulle afløse Taunus 17M (P7) og den britiske Zephyr 4, hvor Granada skulle afløse Taunus 20M og 26M og den engelske Zephyr 6 og Zodiac.
Ford opgav allerede i 1975 at markedsføre den samme bil under to navne, og fra marts 1975 blev bilen i Europa solgt under mærket Granada.
- Ford Consul Coupé (1974)
- Pressefoto fra introduktionen af de tre varianter af Consul: Sedan, Coupé og stationcar
- Ford Consul bagfra